# Amlwch (community)
Amlwch är en community på ön Anglesey i Storbritannien. Den ligger i kommunen Isle of Anglesey och riksdelen Wales. I Amlwch community ingår centralorten Amlwch och de mindre orterna Amlwch Port, Burwen, Pentrefelin och Porthllechog/Bull Bay. 
Communityn har 3 789 invånare (2011).